# Kyra Galván
Kyra Galván (Ciudad de México, 1956) es poeta, novelista, economista, fotógrafa, traductora y periodista mexicana. Ha publicado siete libros de poesía y tres novelas.

## Biografía
Nacida en 1956 en la Ciudad de México. De 1987 a 1989 vivió en Tokio, Japón. De 1990 a 1999 en Londres, Inglaterra.0

### Formación
Estudió la licenciatura de Economía en la Universidad Nacional Autónoma de México. Es Maestra en Literatura por el Colegio de Morelos. Estudió la carrera de fotografía en la Escuela Activa de fotografía. Tuvo la Beca del INBA bajo la dirección del Maestro Hernán Lavín Cerda en 1975.
Estuvo integrada al Taller de Juan Bañuelos durante 1972 y 1973, quien la describe como quien

... va y viene al corazón de la realidad, pero no a la realidad de la naturaleza, sino a esa otra realidad hecha por los hombres, la de la civilización, la realidad basada en ese "algo" de los objetos... desciende al mundo, sencillamente por la sombra y la luz, en un juego dialéctico, pateando, gimiendo, dando de manotazos o accediendo a la ternura entre la vida doméstica, industrial o urbana...

Fue becaria del Centro Mexicano de Escritores en 1982 y del SNCA en 2005. Trabajó desde Londres como corresponsal cultural para el periódico El Universal de 1994 a 1999. Vivió en Tokio, Japón, de 1987 a 1989 y en Londres, Inglaterra, desde 1990 a 2000, año que regresa a la Ciudad de México a continuar con su labor literaria. 

Publicaciones
En 1997 , la dirección de Publicaciones de la UNAM publica su libro Netzahualcóyotl recorre las islas, en la colección el Ala del Tigre y que habla de sus experiencias en el exilio. En 2002 colabora en el libro Hablando en plata. La inversión del arte en México, investigación sobre el mercado del arte en México. En 2010 la editorial Cal y Arena publica una antología de su poesía reunida bajo el título de Incandescente. Ese mismo año se publica su primera novela: Los indecibles pecados de Sor Juana, bajo el sello Martín Roca de Planeta. El libro fue escogido entre las mejores novelas del año por el periódico Milenio. En 2011 se tradujo al polaco y se publicó en Polonia. Desde entonces ha tenido varias reediciones, la última como best seller nacional por ediciones de bolsillo, por Penguin Random House. En 2011 se publicó su poemario Speculum Caelestis, (poesía) Espejo Celestial, Ediciones sin nombre, 2011.
De 2012 a 2015 fue maestra en la SOGEM, impartiendo la materia de poesía y talleres de creación literaria.
El 2013 fue un año prolífico: publicó dos libros de poesía y su primera novela infantil: Poesía es Jeroglífico, (poesía) Ediciones El fósforo, 2013, Artificio del Duelo, (poesía) Ediciones El Ermitaño, 2013 y El perfume de la faraona, (novela infantil), Ediciones El Naranjo, 2013. (Inicio de una trilogía) 
En el 2014 se publicó su segunda novela: Corazón de plata, (novela) Ediciones Planeta, la cual fue finalista en el premio iberoamericano de novela Elena Poniatowska. 
En 2016 se publicó su segunda novela infantil: El ajedrez de Natsuki, (novela infantil), Ediciones El naranjo, y el libro Transmutaciones, traducciones de poesía inglesa para niños, prólogo , selección y traducciones por Kyra Galván, Editorial I-Kygai, 2016.
Su tercera novela fue publicada en 2017: El sello de la Libélula, (novela) Ediciones B, la cual trata sobre una anécdota poco conocida de un naufragio de un barco de la Nueva España en las costas de Japón en 1609. Atrapando a Shakespeare, segunda novela de la trilogía infantil, fue publicada por Enlace editorial, Colombia, 2017.
En el año 2018 se publicaron varios títulos de la autora : Inédito Diamante, colección de poesía inédita de 5 mujeres, Ediciones I-Kygai, 2018. El misterio de Qin Shi Huang, (novela infantil) Enlace editorial, Colombia, 2018. 
Los indecibles pecados de Sor Juana, Penguin de Bolsillo, 2018 y el poemario Anatomía de la Escritura, (poesía) UAM Xochimilco, 2018.
Entre 2019 y 2020 se publicaron dos libros para el público infantil: Los arborícolas, (novela juvenil), Enlace Editorial, Colombia, 2019 y Pétalos de rosa, mejillas de melocotón, (poesía para niños) Ediciones Bitácora de vuelo, 2020. 
En el 2021 se publicó su novela sobre la vida de la mal llamada Malinche, después de la conquista: La visión de Malintzin, (novela) Ediciones B, México, 2021 y La cuestión palpitante, (poesía) Ediciones Bonilla Artigas, UACM y I-Kygai, México, 2021
Su poemario más reciente es Un deseo frustrado por la eternidad, (poesía) CEAPE, FOEM, 2022. 
Su poesía ha sido incluido en más de 27 antologías, tanto nacionales como internacionales. Algunas de ellas: Asamblea de poetas jóvenes. Compilado por Gabriel Zaid. Ed. siglo XXI, México, 1980, Mujeres Poetas de Hispanoamérica. Ediciones Tercer Mundo. Bogotá, Colombia, 1986.Compilación de Ramiro Lagos, El Cuerpo del Deseo. Introducción, selección y notas de Valeria Manca, UAM. Universidad Veracruzana, México,1989, Mouth to Mouth. Poems by twelve Contemporary Mexican women. Milkweed Editions. Edited by Forrest Gander. Minn. USA. 1993, De la Vigilia fértil. Antología de poetas mexicanas contemporáneas. Compilador Julian Palley. UNAM. Difusión Cultural y University of California, Irvine, México, 1996, Escribir a oscuras. El erotismo femenino latinoamericano., Universidad de Belgrano, Buenos Aires Argentina, 2000, Hernández, Laura, compiladora, Transgresoras, Un recorrido por la poética feminista latinoamericana, Esther Pineda, compiladora, Milena cacerola, Venezuela, 2019 y Las pavorosas: corpus de poetas militantes, libertarias y activistas mexicanas, Editorial Dogma, 2022. 
Del 2016 al 2018 impartió varios cursos y talleres en la librería Elena Garro. 
Durante muchos años ha sido jurado de múltiples concursos y premios literarios tanto nacionales como internacionales, entre otros, del Concurso Fuentes Mares de Poesía, convocado por la Universidad Autónoma de ciudad Juárez en 2017, Jurado del Premio Iberoamericano de novela Elena Poniatowska en 2019 y del premio de Poesía Aguascalientes en 2022.
Ha publicado artículos en revistas y suplementos, entre ellas Nexos y Siempre!, los suplementos culturales de La Razón y Milenio. Publica regularmente en las revistas digitales El Replicante y Anestesia. 
Ha traducido poesía de Anna Ajmátova, de Dylan Thomas y otros autores de habla inglesa.

## Premios
Primer Lugar de Poesía Joven "Elías Nandino" en 1980.

## Obras[3]
| Título                                                       | Año  | Tipo   | Premios                                      |
| ------------------------------------------------------------ | ---- | ------ | -------------------------------------------- |
| Un pequeño moretón en la piel de nadie                       | 1982 | Poesía | Primer Lugar de Poesía Joven "Elías Nandino" |
| Alabanza escribo                                             | 1989 | Poesía |                                              |
| Netzahualcóyotl recorre las Islas                            | 1997 | Poesía |                                              |
| Hablando en Plata. La inversión en arte en México/ Coautoría | 2002 | Arte   |                                              |
| Incandescente                                                | 2010 | Poesía |                                              |
| Speculum Celeste/ Espejo celestial                           | 2011 | Poesía |                                              |
| Poesía es jeroglífico                                        | 2013 | Poesía |                                              |
| Artificio del Duelo                                          | 2013 | Poesía |                                              |
| Los indecibles pecados de Sor Juana                          | 2010 | Novela |                                              |
| El perfume de la faraona                                     | 2013 | Novela |                                              |
| Corazón de Plata                                             | 2014 | Novela |                                              |
| el sello de la libelula                                      | 2017 | Novela |                                              |
| atrapando a shakespeare                                      | 2018 | Cuento |                                              |

Publica poemas periódicamente en su blog Poesía de Kyra Galván.